# Opuntia pittieri
Opuntia pittieri ist eine Pflanzenart in der Gattung der Opuntien (Opuntia) aus der Familie der Kakteengewächse (Cactaceae). Das Artepitheton pittieri ehrt den Schweizer Botaniker Henri François Pittier.

## Beschreibung
Opuntia pittieri wächst anfangs strauchig, wird später baumförmig und erreicht Wuchshöhen von bis zu 5 Meter. Es wird ein auffälliger bedornter Stamm ausgebildet. Die grünen schmal länglichen Triebabschnitte sind 25 bis 50 Zentimeter lang und tragen pfriemliche Blattrudimente mit einer etwas purpurfarbenen Spitze. Die großen Areolen sind auf Erhebungen angeordnet und stehen 2 bis 3 Zentimeter  voneinander entfernt. Die spärlichen Glochiden entwickeln sich erst spät. Die drei bis sechs nadeligen, leicht ausgebreiteten, weißen Dornen sind bis zu 2,5 Zentimeter lang.
Die tieforangefarbenen Blüten werden rötlich. Über die Früchte ist nichts bekannt.

## Verbreitung, Systematik und Gefährdung
Opuntia pittieri in Kolumbien im Westen der Kordilleren verbreitet.
Die Erstbeschreibung durch Nathaniel Lord Britton und Joseph Nelson Rose wurde 1919 veröffentlicht.
In der Roten Liste gefährdeter Arten der IUCN wird die Art als „Data Deficient (DD)“, d. h. mit keinen ausreichenden Daten geführt. Die zukünftige Entwicklung der Populationen ist unbekannt.

## Nachweise